# Cégjegyzés
A cégjegyzés a cég írásbeli képviselete, a cég nevében történő aláírási jogosultság gyakorlása.

## Jogszabályi alapok
Magyarországon a cégjegyzési jogot nem a polgári törvénykönyv, hanem a cégnyilvánosságról, a bírósági cégeljárásról és a végelszámolásról szóló 2006. évi V. törvény 5. Címe szabályozza, amely az alábbi rendelkezéseket tartalmazza:
- 8. § (1) A cég szervezeti képviseletére vonatkozó rendelkezéseket az adott cégformára irányadó jogszabály állapítja meg. A cégjegyzési jog a cég írásbeli képviseletére, a cég nevében történő aláírásra való jogosultság. A szervezeti képviselet, valamint a cégjegyzés módja csak azonos lehet.
- (2) A cégjegyzés módja önálló vagy együttes. Kettőnél több cégjegyzésre jogosult esetén a cég úgy is rendelkezhet, hogy egyes jogosultakat önálló, más jogosultakat együttes cégjegyzési jog illet meg, vagy hogy az együttes cégjegyzésre jogosultak közül az egyik aláíró mindig meghatározott személy.
- (3) Ugyanaz a személy csak egyféle módon - vagy önállóan, vagy mással együttesen - jegyezheti a céget.
- (4) Mind az önálló, mind az együttes cégjegyzési jog korlátozható, a korlátozás azonban harmadik személyekkel szemben hatálytalan.
- 9. § (1) Amennyiben azt a cégbejegyzési (változásbejegyzési) kérelemhez csatolták, a cégjegyzésre jogosultnak a cég nevében olyan módon, illetve formában kell aláírnia, ahogyan azt a hiteles cégaláírási nyilatkozat (a közjegyzői aláírás-hitelesítéssel ellátott címpéldány), illetve az ügyvéd által ellenjegyzett aláírásminta tartalmazza.
- (2) A címpéldányon (aláírásmintán) - a létesítő okiratában foglaltakkal egyezően - fel kell tüntetni a cég nevét, a cégjegyzésre jogosult nevét, lakóhelyét, a képviselet jogcímét (pl. vezető tisztségviselő, munkavállaló), a cégjegyzés módját, valamint a cégjegyzésre jogosult aláírási mintáját. A cégjegyzésre jogosult munkavállaló kérésére az aláírási címpéldányon a cégnél ellátott feladatköre, beosztása is szerepeltethető.
- (3) Az ügyvéd az aláírásmintát kizárólag cégbejegyzési (változásbejegyzési) eljárás során jegyezheti ellen abban az esetben, amennyiben a cég létesítő okiratát vagy a létesítő okirata módosítását is ő készíti (szerkeszti) és jegyzi ellen, és az aláírásminta a cégbejegyzési (változásbejegyzési) kérelem mellékletét képezi.
- (4) A cég kérelmére a cégjegyzék tartalmazza a cégjegyzésre jogosult - külön jogszabály szerinti - elektronikus címpéldányáról készített tanúsítványát is. A cégjegyzékbe bejegyzett tanúsítvánnyal rendelkező elektronikus aláírás a cégjegyzésre jogosult cégszerű aláírásának minősül.

## Gazdasági társaságok
A gazdasági társaság létesítő okiratában a cégjegyzés módját meg kell határozni.
A polgári törvénykönyvről szóló 2013. évi V. törvény szerint:
- 3:116. § [A társaság képviselete. Cégjegyzés] (1) A gazdasági társaságot vezető tisztségviselői és képviseletre feljogosított munkavállalói írásban cégjegyzés útján képviselik.  (2) Az ügyvezetés a cégvezető számára általános képviseleti jogot biztosíthat.  (3) A cégvezető és a képviseletre jogosult munkavállaló képviseleti jogát érvényesen nem ruházhatja át másra.

A cégjegyzési jog - a meghatalmazás egy olyan különleges formája, melyet cselekvőképes természetes személy (cégjegyző) számára bármely, az Országos Cégjegyzékben szereplő cég nyújthat.
A cégjegyzési jog a cégvezetéssel kapcsolatos mindennemű (bírósági és bíróságon kívüli) tevékenységek során nyújt meghatalmazást. E tevékenységek alól kivételt jelent a cég adás-vétele ill. terhelése, valamint a  cég nevében ingatlanvásárlás ill. -értékesítés, mely külön meghatalmazást igényel.
A cégjegyzési jog nem ruházható át másra, a cégjegyző viszont más személy számára bizonyos tevékenységek elvégzésére az adott tevékenységre vonatkozó különleges meghatalmazást nyújthat.

## A cégjegyzés módjai
- Önálló cégjegyzés - a cégjegyzésre jogosult személy önállóan cselekszik;
- Együttes cégjegyzés esetében a jogi tevékenységek elvégzéséhez szükséges az összes cégjegyző együttműködése. Találkozhatunk viszont (a  Legfelsőbb Bíróság által elfogadott)olyan cégjegyzési gyakorlattal is, amikor cégjegyzésre jogosult személy arra nem jogosult taggal való együttműködése szükséges (például ügyvezető, cégtárs);

## A cégjegyzési jog kezdete, visszavonása és megszűnése
A cégjegyzési jog írásba foglalt megállapításának pillanatával kezdődik, különben az érvénytelen. A cégjegyzékbe való bejegyzés csak megerősítő jellegű (deklaratív).
Gazdasági társaságoknál a cégjegyzési jog megállapításához az összes cégjegyzésre jogosult személy, míg tőkés társaságok esetében az összes ügyvezető jóváhagyása szükséges.
A cégjegyzési jog visszavonásához  egy tag illetve egy ügyvezető nyilatkozata is elegendő.
A cégjegyzési jog automatikusan megszűnik a társaság csődje, átalakulása, felszámolási eljárás indítása, valamint Cégjegyzékből való törlése, ill. a cégjegyző halálával egyidejűleg.

## Jogszabályok
- 2013. évi V. törvény a polgári törvénykönyvről
- 2006. évi V. törvény a cégnyilvánosságról, a bírósági cégeljárásról és a végelszámolásról